# Mačkovec
Mačkovec (mađarski Nyírvölgy) je naselje u Republici Hrvatskoj, u sastavu Grada Čakovca, Međimurska županija. 

## Povijest
Naselje Mačkovec smješteno sjeverno od Čakovca nastalo je kao i većina naselja i trgovišta u Međimurju u 13. stoljeću, no prvi je pisani spomen Mačkovca 27. kolovoza 1376. godine. Naime, tog dana je Stjepan Lacković II., sin Stjepana Lackovića I. osnovao samostan Svete Marije i Svih svetih zajedno sa suosnivačima: Stjepanom kraljevskim konjušnikom, Dionizijem, sinom bivšeg erdeljskog vojvode Dionizija, Andrijom, sinom bivšeg erdeljskog vojvode Nikole i Ladislavom, sinom Stjepana II. na mjestu zvanom Varhel koji je bio smješten na njegovom posjedu. 
Mačkovec, odnosno Mazkuch kako je tada bilo zapisano u službenoj ispravi bio je na granici poklonjenog posjeda sa sjeverne strane. Nakon toga, 28. kolovoza 1467.godine kapetan čakovečke utvrde Friderik Lamberger iz pobožnosti prema Gospi Mariji Pavlinima poklanja i sam posjed Mačkovec sa svim pripadajućim prihodima.

## Stanovništvo
Prema popisu stanovništva iz 2001. godine, naselje je imalo 1359 stanovnika te 374 obiteljskih kućanstava.
| broj stanovnika | 227   | 250   | 330   | 418   | 454   | 538   | 577   | 693   | 850   | 902   | 1033  | 1366  | 1457  | 1535  | 1359  | 1326  | 1222  |
|                 | 1857. | 1869. | 1880. | 1890. | 1900. | 1910. | 1921. | 1931. | 1948. | 1953. | 1961. | 1971. | 1981. | 1991. | 2001. | 2011. | 2021. |

## Šport
- NK Omladinac, nogometni klub